# Adolf Steinhofer
Adolf Steinhofer (* 13. Mai 1908 in Knittlingen; † 20. August 1990) war ein deutscher Chemiker.

## Leben
Nach dem Abitur studierte Adolf Steinhofer Chemie an der Julius-Maximilians-Universität Würzburg und an der Albert-Ludwigs-Universität Freiburg. Während seines Studiums wurde er Mitglied der Burschenschaft Teutonia Freiburg. Er promovierte beim späteren Nobelpreisträger Hermann Staudinger.
Im Jahre 1935 trat er in die I. G. Farbenindustrie ein. Zunächst beschäftigte er sich mit Verfahren zur Synthese von Acetylenen. Anschließend war er in der Buna-Fabrikation verantwortlich für Bau und Betrieb von Produktionsanlagen.
Nach dem Zweiten Weltkrieg war Steinhofer tätig für die BASF AG, einem der Nachfolgeunternehmen der I. G. Farbenindustrie. Am Standort Ludwigshafen hatte er zunächst die Leitung der Abteilung Niederdruck inne. Er schaffte es, die Erzeugung von Synthesegas von Kohle und Koks auf Erdöl und Erdgas umzustellen. Daneben wurde das Wirbelschicht- und das Wirbelfließverfahren zur Darstellung von Alkenen und Synthesegas aus Rohöl etabliert.
Steinhofer verantwortete ab 1957 die gesamte Forschung der BASF AG, deren Vorstandsmitglied er von 1958 bis 1973 war.
Daneben kümmerte er sich als Vorsitzende des Fonds der Chemischen Industrie (1964–1972) vor allem um die Nachwuchsarbeit.
In späteren Jahren war er Mitglied des Kuratoriums der Technischen Universität Kaiserslautern, die ihm im Jahr 1982 die Ehrendoktorwürde verlieh.
Auf Adolf Steinhofer zurück geht die Prof. Dr. Dres. h. c. Adolf-Steinhofer-Stiftung, die jährlich den Steinhofer-Preis für talentierte Jungchemiker sponsert.

## Auszeichnungen
- 1966 die Carl-Engler-Medaille der Deutschen Wissenschaftliche Gesellschaft für Erdöl, Erdgas und Kohle (DGMK)
- 1971 die Leibniz-Medaille der Akademie der Wissenschaften und der Literatur Mainz
- 1973 die Carl-Duisberg-Plakette der Gesellschaft Deutscher Chemiker